# Roystonea maisiana
Roystonea maisiana е вид растение от семейство Палмови (Arecaceae). Видът е световно застрашен, със статут Уязвим.

## Разпространение
Roystonea maisiana е ендемичен за провинция Гуантанамо в източната част на Куба.

## Описание
Това е голяма палма, която достига на височина до 20 метра. Стъблата са сивобели и обикновено с диаметър около 26 – 40 см, и по-рядко до 51 см.
Плодовете са дълги около 10 – 13,7 мм, широки 7,5 – 9,5 мм, и когато узреят стават черни.